# Saman Mohammadzadeh
Saman Mohammadzadeh (thailändisch ซามาน โมฮัมหมัดซอแด่ะ, persisch سامان محمدزاده; * 30. August 2001 in Bangkok) ist ein thailändisch-iranischer Fußballspieler.

## Karriere
Saman Mohammadzadeh erlernte das Fußballspielen in Nakhon Pathom in der Jugendmannschaft vom Nakhon Pathom United FC. Bei dem Zweitligisten unterschrieb er im Juli 2022 auch seinen ersten Profivertrag. In der Saison 2022/23 kam er für den Verein in der zweiten Liga nicht zum Einsatz. Am Ende der Saison stieg Nakhon Pathom als Meister der zweiten Liga in die erste Liga auf. Nach dem Aufstieg verließ er den Verein und schloss sich im Sommer 2023 dem Zweitligisten Krabi FC an. Sein Zweitligadebüt für den Verein aus Krabi gab Mohammadzadeh am 27. August 2023 (3. Spieltag) im Heimspiel gegen den Zweitligaaufsteiger Dragon Pathumwan Kanchanaburi FC. Nro frt 0:1-Heimniederlage wurde er in der 77. Minute für Weerasak Gayasit eingewechselt. Nach fünf Zweitligaspielen wurde sein Vertrag im Januar 2024 nicht verlängert. Nach kurzer Vertragslosigkeit nahm ihn der Zweitligist Suphanburi FC im August 2024 unter Vertrag. Am Ende der Saison 2024/25 musste er mit Suphanburi in die dritte Liga absteigen.